# Capitolare di Quierzy
Il Capitolare di Quierzy è un testo normativo (capitolare) promulgato il 14 giugno 877 nella città di Quierzy-sur-Oise da Carlo il Calvo.
L'occasione a partire dalla quale il capitolare di Quierzy fu emanato fu quella di una spedizione militare dei franchi contro i Saraceni: per mezzo di esso l'imperatore Carlo il Calvo intendeva assicurare la continuità del titolo beneficiario ai signori che avessero preso parte alla spedizione. Fino al loro ritorno, queste terre non sarebbero state affidate a nessun altro, ma in caso di morte durante l'impresa, sarebbero - per l'appunto - tornate al senior che avrebbe deciso come disporne. Non di rado accadeva che queste passassero ai figli dei vecchi possidenti e poi il re, al ritorno dalla guerra ne confermasse il titolo nella natura di beneficio. Tuttavia il capitolare garantiva soltanto al beneficiario in vita (e non ai suoi eredi) la solidità del possesso fondiario.
Il capitolare non sancì, dunque, come è di comune credenza e come riportato da tanta manualistica, l'ereditarietà dei feudi maggiori, poiché si riferisce ad un caso particolare. Pure, il contenuto del capitolare è specchio di una nuova forma di sentire riguardo all'ereditarietà delle funzioni di governo comitale.
Quando la centralità del potere regio perse la propria efficacia nell'amministrazione del regno determinando un vuoto di potere, i signori resero ereditario il beneficio che avevano ottenuto dal sovrano e alcuni secoli dopo (nel 1037 sotto l'imperatore Corrado II) videro riconosciuti tale prerogativa attraverso un editto noto come l'Edictum de beneficiis (in età moderna battezzato come Constitutio de feudis) che decretava l'ereditarietà dei benefici minori.

## Antefatto
Alla morte di Ludovico II il giovane, Carlo il Calvo, re di Francia, era divenuto imperatore, su indicazione di papa Giovanni VIII. Il Pontefice l'aveva incoronato a Roma il 29 dicembre 875. Il 31 gennaio dell'anno successivo, a Pavia, Carlo ricevette la corona d'Italia (all'epoca, la dignità imperiale spettava a chi fosse re d'Italia).
Nell'877, il papa si trovava nuovamente minacciato, nell'ordine, dai saraceni, dai duchi longobardi di Spoleto e da una fazione antipapale che si era formata a Roma. Chiese, dunque, assistenza a Carlo, il quale, nel frattempo, era rientrato in Francia. L'imperatore, in procinto di partire per l'Italia, convocò a Quierzy un'assemblea dei grandi feudatari francesi, per discutere i problemi contingenti la spedizione e per regolare l'amministrazione del regno in sua assenza. Carlo faceva poco affidamento sulle capacità di governo del figlio Ludovico, cui sarebbe stata affidata la reggenza, ed ancor meno sulla fedeltà dei grandi al debole reggente. Per tener ferma la lealtà dei conti durante la sua assenza ed assicurare al figlio una più agevole salita al trono, nel caso fosse morto in Italia, Carlo venne incontro alle richieste che, da tempo, i feudatari maggiori gli rivolgevano.

## I rapporti feudali prima di Quierzy
Nel corso degli anni, la natura delle cariche feudali aveva subito profonde modifiche. Inizialmente il beneficio (che non era, come si pensa, la concessione di terre bensì il compenso o la concessione patrimoniale elargita dal re-senior al vassallo) e l'ufficio (cioè la dignità) feudale venivano concessi solo nei termini temporali del legame vassallatico e, di conseguenza, alla morte del vassallo i suoi benefici tornavano nelle mani del sovrano che, di solito, le riassegnava ai discendenti dei vassalli. Si era, dunque, in presenza di un'ereditarietà di fatto, se non ancora di diritto, degli uffici feudali.
La situazione indeboliva il potere del sovrano, che si vedeva sottrarre funzioni pubbliche, tanto più quando ciò riguardava gli uffici maggiori (duca, marchese, conte), implicanti il governo delle province del regno. Risultano così comprensibili sia le spinte dei feudatari a vedersi riconoscere in diritto quanto già avveniva in fatto, sia le resistenze dei sovrani, timorosi di ulteriori limitazioni ai loro poteri. Proprio per la situazione anzidetta, il tempo lavorava a favore dei conti e già nell'843, Carlo il Calvo, appena diventato re di Francia, era stato costretto a promettere di revocare un feudo non "in base al capriccio", bensì solo in seguito "ad un giudizio rispondente a giustizia ed equità".

## Il capitolare
Carlo venne dunque incontro alle richieste dei grandi feudatari, che volevano essere rassicurati su quanto sarebbe accaduto mentre essi erano al seguito dell'imperatore. Il risultato dell'assemblea di Quierzy fu dunque un capitolare, che stabilì i limiti entro cui il reggente poteva muoversi, garantendo lo status quo fino al ritorno del sovrano
Per quanto riguarda la successione dei feudi, la nona disposizione del capitolare stabiliva che, nel caso fosse morto un conte il cui figlio si trovasse al seguito dell'imperatore o nella minore età, il reggente non avrebbe potuto nominare un successore, essendogli solo concesso di procedere ad un'amministrazione provvisoria della contea, fino al ritorno del re.
Più in particolare le procedure erano le seguenti:
- In caso di morte di un conte il cui figlio si trovasse al seguito dell'imperatore, il reggente avrebbe dato l'incarico di amministrare provvisoriamente la contea ai parenti più prossimi del defunto, al vescovo della diocesi in cui si trovavano i territori in questione e ai ministeriali della contea stessa, fino a quando l'imperatore non avesse disposto in proposito;
- Se il conte defunto avesse avuto un figlio nella minore età, questi avrebbe amministrato provvisoriamente la contea, assistito dal vescovo e dai ministeriali;
- Se il conte fosse morto senza figli, il reggente avrebbe nominato un amministratore della contea, che avrebbe svolto il suo compito assieme al vescovo e ai ministeriali;

Il re esprimeva poi la volontà che anche i conti e i signori ecclesiastici adottassero disposizioni simili nei confronti dei loro uomini.
Nella decima disposizione si stabiliva inoltre che, dopo la morte del re, se uno dei feudatari avesse voluto ritirarsi in convento, avrebbe potuto liberamente lasciare i suoi honores ai figli o ai parenti.
Nel discorso pronunciato in occasione dell'emanazione del capitolare, poi, Carlo affermò esplicitamente il diritto ereditario delle famiglie comitali.
Quanto fatto da Carlo il Calvo per i feudi principali fu esteso ai feudi minori nel 1037 da Corrado II il Salico con la Constitutio de feudis.